# Нутан Бел
Нутан Бел (английски: Nutan Behl, хинди: नूतन बहल) е индийска актриса и носителка на титлата „Мис Индия“ за 1952 година.

## Биография
Нутан е дъщеря на актрисата Шобна Самарт. Тя е най-голямото дете в своето семейство. Има две по-малки сестри и един по-малък брат. Нейна сестра е актрисата Тануджа. Родителите на Нутан се развеждат още, докато тя е дете. Дебютира като актриса едва на 14 години. На 16 години спечелва конкурсът „Мис Индия“.
Като актриса е част от популярна филмова двойка заедно с актьора Дев Ананд.
На 11 октомври 1959 година Нутан се омъжва за военноморския капитан Раджниш Бел. Техният син, Мохниш се ражда четири години по-късно. Синът ѝ Мохниш Бел също е актьор.
Нутан умира на 21 февруари 1991 година от рак. Актрисата умира на 54 години.